# The Wuzzles
The Wuzzles is een Amerikaanse tekenfilmserie uit 1985, ontwikkeld door The Walt Disney Company. De serie draait om fictieve wezens die in hun uiterlijk een mengeling zijn van twee totaal verschillende diersoorten.
De serie werd in 1986 voor het eerst uitgezonden in Nederland en bestond uit 13 afleveringen. Er waren plannen voor meerdere seizoenen, echter vanwege het overlijden van een van de stemacteurs (Bill Scott) werd een tweede seizoen afgeblazen.

## Karakters
| Verenigde Staten    | Verenigde Staten | Nederland            | Nederland            | Animalia                         |
| Karakter            | Stem             | Karakter             | Stem                 | Animalia                         |
| ------------------- | ---------------- | -------------------- | -------------------- | -------------------------------- |
| Wuzzels             |                  |                      |                      |                                  |
| Bumblelion          | Brian Cummings   | Hommelleeuw          | Rob Fruithof         | Half hommel en half leeuw        |
| Butterbear          | Kathleen Helppie | Vlinderbeer          | Laura Vlasblom       | Half beer en half vlinder        |
| Eleroo              | Henry Gibson     | Oliroe               | Hein Boele           | Half olifant en half kangoeroe   |
| Moosel              | Bill Scott       | Zeeland              | Corry van der Linden | Half eland en half zeehond       |
| Hoppopotamus        | Jo Anne Worley   | Nijlhaas             | Cilly Dartell        | Half konijn en half nijlpaard    |
| Rhinokey            | Alan Oppenheimer | Aperhino             | Jaap Stobbe          | Half aap en half neushoorn       |
| Slechteriken        |                  |                      |                      |                                  |
| Brat                | Bill Scott       | Dwark                | Coen Flink           | Half draak en half everzwijn     |
| Crock               | Alan Oppenheimer | Krook                | Arnold Gelderman     | Half dinosaurus en half krokodil |
| Frizard             | Brian Cummings   | Kwakkedis            | ?                    | Half hagedis en half kikker      |
| Overig              |                  |                      |                      |                                  |
| Tycoon              | Gregg Berger     | Wastijger            | ?                    | Half tijger en half wasbeer      |
| Officer Eaglebeagle | ?                | Commissarend         | Coen Flink           | Half beagle en half zeearend     |
| Mrs. Pedigree       | ?                | Mevrouw Freulestruis | ?                    | Half struisvogel en half zwaan   |
| Transylvia          | ?                | Transylvia           | ?                    | Half aap en half gier            |
| Peter Parrcat       | Alan Oppenheimer | Peter Parafox        | ?                    | Half kat en half papegaai        |
| Steven Sealberg     | ?                | Steven Speelberg     | ?                    | Half kangoeroe en half zeehond   |
| The Dingbats        | ?                | ?                    | ?                    | Half dingo en half vleermuis     |
| The Gorantula       | ?                | Gorantula            | ?                    | Half gorilla en half tarantula   |

## Afleveringen
| 1 | Verenigde Staten   | Verenigde Staten  | Nederland              | Nederland      |
| 1 | Bulls of a Feather | 14 september 1985 | Veren van een stiertje | 5 oktober 1986 |
| --- | ------------------ | ----------------- | ---------------------- | -------------- |
| Wanneer de Wuzzles aan het picknicken zijn botst Oliroe, tijdens een poging de Appelmeloen van Nijlhaas te redden, tegen een boom op. Hierdoor valt een ei van een Woeste Stiervink in de buidel van Oliroe. De Wuzzles besluiten het diertje op te voeden, terwijl Krook probeert om het diertje te ontvoeren om er geld mee te verdienen. |                    |                   |                        |                |

| 2 | Verenigde Staten    | Verenigde Staten  | Nederland                   | Nederland       |
| 2 | Hooray for Hollywuz | 21 september 1985 | Nijlhaas gaat naar Hollywuz | 19 oktober 1986 |
| --- | ------------------- | ----------------- | --------------------------- | --------------- |
| Nijlhaas gelooft dat ze het als actrice kan gaan maken in Hollywuz. De andere Wuzzles besluiten de ster in spe in het filmparadijs te gaan opzoeken. |                     |                   |                             |                 |

| 3 | Verenigde Staten | Verenigde Staten  | Nederland                     | Nederland       |
| 3 | In the Money     | 28 september 1985 | Hommelleeuw doet in geldzaken | 2 november 1986 |
| --- | ---------------- | ----------------- | ----------------------------- | --------------- |
| Door toeval eindigen een paar zakken geld in Aperhino's taxi, waarna ze in handen komen van Hommelleeuw. Hommelleeuw droomde er altijd van om rijk te worden en veranderd door het geld in een bullebak. Aperhino wordt ondertussen gezocht door de politie als verdachte van een geldroof. |                  |                   |                               |                 |

| 4 | Verenigde Staten       | Verenigde Staten | Nederland             | Nederland        |
| 4 | Crock Around the Clock | 5 oktober 1985   | Oost wuzt, thuis bust | 16 november 1986 |
| --- | ---------------------- | ---------------- | --------------------- | ---------------- |
| Door een vruchtenstorm raakt Krook zijn huis kwijt. Met een smoes weet hij Vlinderbeer in te palmen zodat hij bij haar in huis kan komen logeren. Ondanks dat Vlinderbeer alles voor Krook doet besteelt hij haar. Wanneer Hommelleeuw hierachter komt en het vertelt aan Vlinderbeer zint ze op wraak. |                        |                  |                       |                  |

| 5 | Verenigde Staten | Verenigde Staten | Nederland             | Nederland        |
| 5 | Moosel's Monster | 12 oktober 1985  | Zeeland ziet monsters | 30 november 1986 |
| --- | ---------------- | ---------------- | --------------------- | ---------------- |
| De rijke fantasie van Zeeland brengt hem continu in problemen. Wanneer hij een scheur in een dam veroorzaakt wordt hij weg gestuurd door de andere Wuzzels. Terwijl hij vertrekt denkt hij achtervolgd te worden door een monster. Is dit weer een fantasie van hem, of wordt hij echt achtervolgd? |                  |                  |                       |                  |

| 6 | Verenigde Staten    | Verenigde Staten | Nederland     | Nederland        |
| 6 | Klutz on the Clutch | 19 oktober 1985  | De wuzzelrace | 12 december 1986 |
| - | ------------------- | ---------------- | ------------- | ---------------- |
| - |                     |                  |               |                  |

| 7 | Verenigde Staten                    | Verenigde Staten | Nederland            | Nederland        |
| 7 | Bumblelion and the Terrified Forest | 26 oktober 1985  | De gruwelijke bossen | 28 december 1986 |
| - | ----------------------------------- | ---------------- | -------------------- | ---------------- |
| - |                                     |                  |                      |                  |

| 8 | Verenigde Staten | Verenigde Staten | Nederland             | Nederland       |
| 8 | Eleroo's Wishday | 2 november 1985  | De wensdag van Oliroe | 11 januari 1987 |
| - | ---------------- | ---------------- | --------------------- | --------------- |
| - |                  |                  |                       |                 |

| 9 | Verenigde Staten | Verenigde Staten | Nederland       | Nederland       |
| 9 | Ghostrustlers    | 9 november 1985  | De spokenjagers | 25 januari 1987 |
| - | ---------------- | ---------------- | --------------- | --------------- |
| - |                  |                  |                 |                 |

| 10 | Verenigde Staten | Verenigde Staten | Nederland          | Nederland       |
| 10 | A Pest for a Pet | 16 november 1985 | De spotvogelhonden | 8 februari 1987 |
| -- | ---------------- | ---------------- | ------------------ | --------------- |
| -  |                  |                  |                    |                 |

| 11 | Verenigde Staten | Verenigde Staten | Nederland             | Nederland        |
| 11 | The Main Course  | 23 november 1985 | Piraten en varkmuizen | 22 februari 1987 |
| --- | ---------------- | ---------------- | --------------------- | ---------------- |
| Nijlhaas wordt gevangengenomen door een groep Piraten en Varkmuizen om als offer te dienen voor een boze vulkaan. |                  |                  |                       |                  |

| 12 | Verenigde Staten | Verenigde Staten | Nederland               | Nederland    |
| 12 | Class Dismissed  | 30 november 1985 | Hoe hoort het eigenlijk | 8 maart 1987 |
| -- | ---------------- | ---------------- | ----------------------- | ------------ |
| -  |                  |                  |                         |              |

| 13 | Verenigde Staten | Verenigde Staten | Nederland                | Nederland     |
| 13 | What's Up, Stox? | 7 december 1985  | Geld maakt niet gelukkig | 22 maart 1987 |
| -- | ---------------- | ---------------- | ------------------------ | ------------- |
| -  |                  |                  |                          |               |